# 延斯·斯托尔滕贝格
延斯·斯托尔滕贝格（挪威語：Jens Stoltenberg，發音：[jɛns ˈstɔ̀ɫtn̩bærɡ] ⓘ；1959年3月16日—），是挪威政治人物，現任挪威財相，曾任挪威工党领袖。2000年至2001年，2005至2013年两次任挪威首相。2014年10月1日接任北大西洋公約組織秘書長並於2024年10月1日卸任，由前荷蘭首相馬克·呂特接任。

## 簡介
延斯·斯托尔滕贝格1959年3月16日生于奥斯陆，父亲是著名外交官托瓦尔·斯托尔滕贝格，1987年至1989年、1990年至1993年为挪威外长。十几岁时，开始参加政治活动，加入馬克思主義青年组织红色青年。后来，毕业于奧斯陸大學，获经济学硕士学位。26岁担任工党青年团主席。1990年起在政府、议会和工党内担任重要职务。对内主张福利与社会公平、务实经济发展和政治改革。在外交上倡导和推动联合国框架下的多边主义。
1985年至1989年，任工党青年团主席。1990年至1991年任环境部国务秘书。1991年至1993年任议会能源与环境委员会主席。1993年至1996年，他担任经济与能源大臣。1996年至1997年任财政大臣。1997年至2000年任议会石油与能源委员会主席。
2000年3月首次出任首相，2001年10月，工黨选举失利，是為創黨以來最差的成績，首次下野。其後於2002年任工党主席。2001年至2005年任议会外交事务委员会委员。
2005年10月，再次出任工党、社会主义左翼党和中间党组成的联合政府首相，這是工黨首次組建穩定的聯合政府（過去是多數或少數政府執政）。
2009年10月三党联盟在议会大选中获胜，连任首相。
2013年议会大选，執政聯盟落敗，斯托尔滕贝格卸任，結束近十年的首相生涯。
2014年3月，獲北大西洋公約組織任命為秘書長，於10月1日正式上任。

## 荣誉

### 外国勋章奖章
- 一等圣母玛利亚之地十字勋章（英语：Order of the Cross of Terra Mariana）（爱沙尼亚，2019年1月29日批准，2020年10月9日颁发[2]）
- 一等智者雅罗斯拉夫王公勋章（乌克兰，2023年9月4日公布[3]）
- 美国总统自由勋章，2024年7月9日[4]

## 内阁成员

### 2000年斯托尔滕贝格第一届内阁
2000年3月17日 - 2001年10月19日
| 职务                     | 大臣                                                       | 任期                           | 政党 |
| ------------------------ | ---------------------------------------------------------- | ------------------------------ | ---- |
| 首相                     | 延斯·斯托尔滕贝格                                          | 2000年3月17日 - 2001年10月19日 | 工党 |
| 外交大臣                 | 托尔比约恩·亚格兰                                          | 2000年3月17日 - 2001年10月19日 | 工党 |
| 國防大臣                 | 比约恩·托尔·戈达尔 (Bjørn Tore Godal)                      | 2000年3月17日 - 2001年10月19日 | 工党 |
| 貿易和工業大臣           | 格蕾特·克努森(女) (Grete Knudsen)                          | 2000年3月17日 - 2001年10月19日 | 工党 |
| 勞工和行政管理大臣       | 约根·哈莱克·科斯莫 (Jørgen Kosmo)                          | 2000年3月17日 - 2001年10月5日  | 工党 |
| 財政大臣                 | 卡尔·埃里克·薛特-彼得森 (Karl Eirik Schjøtt-Pedersen)      | 2000年3月17日 - 2001年10月19日 | 工党 |
| 地区事务大臣             | 西尔维娅·克里斯廷·布吕斯塔(女) (Sylvia Kristin Brustad)    | 2000年3月17日 - 2001年10月19日 | 工党 |
| 衛生大臣                 | 托尔·特内 (Tore Tønne)                                     | 2000年3月17日 - 2001年10月19日 | 工党 |
| 文化大臣                 | 埃伦·霍恩 (Ellen Horn)                                     | 2000年3月17日 - 2001年10月19日 | 工党 |
| 社会事务大臣             | 古丽·英厄布雷森(女) (Guri Ingebrigtsen)                    | 2000年3月17日 - 2001年10月19日 | 工党 |
| 交通通讯大臣             | 泰耶·穆厄·古斯塔夫森 (Terje Moe Gustavsen)                 | 2000年3月17日 - 2001年10月19日 | 工党 |
| 渔业大臣                 | 奥托·格雷格森 (Otto Gregussen)                             | 2000年3月17日 - 2001年10月19日 | 工党 |
| 外援大臣                 | 安妮·克莉絲汀·敘德內斯                                     | 2000年3月17日 - 2001年10月19日 | 工党 |
| 环境大臣                 | 西丽·比耶克(女) (Siri Bjerke)                              | 2000年3月17日 - 2001年10月19日 | 工党 |
| 农业大臣                 | 比亚内·哈康·汉森 (Bjarne Håkon Hanssen)                    | 2000年3月17日 - 2001年10月19日 | 工党 |
| 司法和警察大臣           | 汉娜·哈莱姆(女) (Hanne Harlem)                             | 2000年3月17日 - 2001年10月19日 | 工党 |
| 儿童和家庭事务大臣       | 卡丽塔·贝凯梅莱姆·奥尔海姆(女) (Karita Bekkemellem Orheim) | 2000年3月17日 - 2001年10月19日 | 工党 |
| 石油和能源大臣           | 奥拉夫·阿克塞尔森 (Olav Akselsen)                          | 2000年3月17日 - 2001年10月19日 | 工党 |
| 教育、科研和宗教事务大臣 | 特龙·吉斯克 (Trond Giske)                                  | 2000年3月17日 - 2001年10月19日 | 工党 |

### 2005年斯托尔滕贝格第二次内阁
2005年10月17日 - 2013年10月16日
| 职务                         | 大臣 | 任期 | 政党                |
| ---------------------------- | --- | --- | ------------------- |
| 首相                         | 延斯·斯托尔滕贝格 | 2005年10月17日 -2013年10月16日                                                                                             | 工党                |
| 首相府大臣                   | 卡尔·埃里克·薛特-彼得森 (Karl Eirik Schjøtt-Pedersen)                                                                              | 2005年10月20日 -2013年10月16日                                                                                             | 工党                |
| 外交大臣                     | 约纳斯·加尔·斯特勒 艾斯本·巴特·艾德 (Espen Barth Eide)                                                                             | 2005年10月17日－2012年9月21日 2012年9月21日－2013年10月16日                                                                | 工党                |
| 财政大臣                     | 克里斯廷·哈尔沃森 (Kristin Halvorsen) 里格莫尔·奥斯鲁德(女) (Rigmor Aasrud)                                                        | 2005年10月17日 - 2009年10月20日 2009年10月20日 - 2013年10月16日                                                            | 社会主义左翼党 工党 |
| 地方政府与地区发展大臣       | 奥斯莱于格·哈加 (Åslaug Haga) 马格恩希尔德·梅尔特维特·克莱珀 (Magnhild Meltveit Kleppa) 利芙·西格纳·纳瓦塞特 (Liv Signe Navarsete) | 2005年10月17日 - 2007年9月21日 2007年9月21日 - 2009年10月20日 2009年10月20日 - 2013年10月16日                              | 中间党              |
| 国防大臣                     | 安娜-格蕾特·斯特倫-埃里克森 格蕾特·法莱姆(Grete Faremo)(女) 艾斯本·巴特·艾德 安娜-格蕾特·斯特伦-埃里克森                           | 2005年10月17日－2009年10月20日 2009年10月20日－2011年11月11日 2011年11月11日－2012年9月21日 2012年9月21日－2013年10月16日  | 工党                |
| 貿易和工業大臣               | 奥德·埃里克森(Odd Eriksen) 达格·特尔耶·安德森(Dag Terje Andersen) 西尔维娅·布吕斯塔 特龙·吉斯克                                    | 2005年10月17日 - 2006年9月29日 2006年9月29日 - 2008年6月20日 2008年6月20日 - 2009年10月20日 2009年10月20日 -2013年10月16日 | 工党                |
| 更新和行政管理大臣           | 海地·格兰德·罗伊斯 (Heidi Grande Røys) 里格莫尔·奥斯鲁德                                                                           | 2005年10月17日 - 2009年10月20日 2009年10月20日 - 2013年10月16日                                                            | 社会主义左翼党 工党 |
| 環境大臣                     | 海伦·奥德韦格·比约恩内于 (Helen Oddveig Bjørnøy)                                                                                   | 2005年10月17日 -2013年10月16日                                                                                             | 社会主义左翼党      |
| 石油和能源大臣               | 奥德·罗格·埃诺克森 (Odd Roger Enoksen)                                                                                             | 2005年10月17日 -2013年10月16日                                                                                             | 中间党              |
| 国际援助大臣                 | 埃里克·索尔海姆 (Erik Solheim) | 2005年10月17日 -2013年10月16日                                                                                             | 社会主义左翼党      |
| 運輸和交通大臣               | 利芙·西格纳·纳瓦塞特 | 2005年10月17日 -2013年10月16日                                                                                             | 中间党              |
| 教育和科研大臣               | 厄伊斯坦·科勒·杜普达尔 (Øystein Djupedal)                                                                                          | 2005年10月17日－2007年10月18日                                                                                             | 社会主义左翼党      |
| 勞工和社会融合大臣           | 比亚内·哈康·汉森 (Bjarne Håkon Hanssen)                                                                                            | 2005年10月17日 -2013年10月16日                                                                                             | 工党                |
| 司法大臣                     | 克努特·斯托尔博格 (Knut Storberget)                                                                                                | 2005年10月17日－2011年11月11日                                                                                             | 工党                |
| 儿童、平等与社会融合事务大臣 | 卡莉塔·白克梅伦 (Karita Bekkemellem)                                                                                               | 2005年10月17日－2007年10月18日                                                                                             | 工党                |
| 宗教事務大臣                 | 特龙·吉斯克 Rigmor Aasrud | 2005年10月17日－2009年10月20日 2009年10月20日－2013年10月16日                                                              | 工黨                |
| 文化大臣                     | 特龙·吉斯克 (Trond Giske) Anniken Huitfeldt 哈迪婭·塔吉克                                                                          | 2005年10月17日－2009年10月20日 2009年10月20日－2012年9月21日 2012年9月21日－2013年10月16日                                 | 工党                |
| 卫生和护理服务大臣           | 西尔维娅·布吕斯塔 (Sylvia Brustad) Bjarne Håkon Hanssen 安娜-格蕾特·斯特倫-埃里克森 約納斯·加爾·斯特勒                             | 2005年10月17日－2008年6月20日 2008年6月20日－2009年10月20日 2009年10月20日－2012年9月21日 2012年9月21日－2013年10月16日    | 工党                |
| 农业和食品大臣               | 特尔勒·里斯-约翰森 (Terje Riis-Johansen) Lars Peder Brekk Trygve Slagsvold Vedum                                                   | 2005年10月17日－2008年6月20日 2008年6月20日－2012年6月18日 2012年6月18日－2013年10月16日                                   | 中间党              |
| 渔业和海岸事务大臣           | 海尔加·彼得森 (Helga Pedersen) | 2005年10月17日－2009年10月2日                                                                                              | 工党                |

## 個人生活
延斯·斯托尔滕贝格的儿子阿克塞尔·斯托尔滕贝格出生於1989年，曾在上海交通大学学习中文。
2022年5月，延斯·斯托尔滕贝格新冠病毒检测结果呈阳性。

## 外部連結
- Jens Stoltenberg （页面存档备份，存于） hos Stortinget （挪威文）
- Jens Stoltenberg （页面存档备份，存于） hos Norges regjering （挪威文）
- Jens Stoltenberg hos Arbeiderpartiet （挪威文）
- Jens Stoltenberg （页面存档备份，存于） i Norsk biografisk leksikon （挪威文）

| 前任： 埃伊爾·克努森        | 挪威工党青年团領袖 1985年至1989年     | 繼任： 蒂麗德·伯克蘭        |
| 前任： 芬·克里斯滕森        | 挪威经济与能源大臣 1993年－1996年     | 繼任： 格蕾特·克努森        |
| 前任： 谢尔·马格纳·邦德维克 | 挪威首相 2000年至2001年               | 繼任： 谢尔·马格纳·邦德维克 |
| 前任： 托爾比約恩·亞格蘭    | 挪威工黨黨魁 2002年至2014年           | 繼任： 約納斯·加爾·斯特勒   |
| 前任： 谢尔·马格纳·邦德维克 | 挪威首相 2005年至2013年               | 繼任： 埃爾娜·索爾伯格      |
| 前任： 安诺斯·福格·拉斯穆森 | 北大西洋公约组织秘书长 2014年至2024年 | 繼任： 马克·吕特            |